# Adrian Buxschott
Adrian Buxschott (* um 1493 in Antwerpen; † 1561 in Drakenburg ?) war lutherischer Theologe und Reformator der Grafschaften Hoya und Lippe.

## Leben und Wirken
Zunächst wurde Buxschott in den Orden der Augustiner in Antwerpen unter den Prioren Jacob Propst und Heinrich Moller aus Zütphen aufgenommen. Als Adrianus de Antwerpen wurde er 1516 in der Universität Wittenberg immatrikuliert. Am 17. März 1517 wurde er Baccalaureus und am 11. Februar 1518 Magister. Nach dem Abschluss seiner Studien kehrte er in seine Heimat zurück. Im Herbst 1522 wurde er nach den durch das Wormser Edikt hervorgerufenen Unruhen gefangen genommen, konnte aber während des Aufstandes fliehen. Alle übrigen Mönche, soweit sie nicht Antwerpener Bürger waren, wurden verhaftet. Wie andere Holländer ging er nun nach Bremen.
Auf Antrag des Grafen Jobst II. von Hoya sandte Martin Luther ihn 1525 nach Nienburg/Weser. Dort verfasste Buxschott die Kirchenordnung für die Grafschaft Hoya. Aufgrund dieser Erfahrungen erschien er geeignet, die entsprechende Arbeit für die Grafschaft Lippe zu leisten, wo Graf Jobst II. von Hoya bis zur Volljährigkeit Bernhard VIII. zur Lippe die Mitregentschaft führte.
Zusammen mit Johann Timann in Bremen unterzog er sich dieser Arbeit. Diese Kirchenordnung wurde 1538 nach Wittenberg geschickt und von Philipp Melanchthon begutachtet. Im selben Jahr wurde sie am 15. September dann eingeführt, so dass die Grafschaft Lippe evangelisch wurde. Als Prediger wirkte Buxschott in Nienburg und Drakenburg. Wegen seiner holländischen Aussprache wurde er oft schwer verstanden, galt aber dennoch als eindrücklicher und wirksamer Prediger.